# Квантовая статистика
Квантовая статистика — раздел статистической механики, в котором n-частичные квантовые системы описываются методом статистических операторов комплексов частиц (редуцированными матрицами плотности). Число частиц n может быть произвольным натуральным (конечным) числом или бесконечностью.
В узком смысле под квантовой статистикой имеют в виду статистики Бозе — Эйнштейна и Ферми — Дирака.
Под квантовой статистикой иногда подразумевают обобщение математической статистики, опирающееся на теорию некоммутативной (квантовой) вероятности.